# Цілком обмежений простір
У топології та математичному аналізі простір називається цілком обмеженим, якщо він є скінченним об'єднанням деяких своїх підмножин довільного розміру. Поняття виникло для метричних просторів, для яких існує природне означення розміру підмножин, проте його можна узагальнити на більш широкі класи просторів, зокрема рівномірні топологічні простори.

## Метричні простори

### Означення
Метричний простір {\displaystyle X} називається цілком обмеженим, якщо для нього виконуються рівносильні умови:
1. Для всіх {\displaystyle \epsilon >0}, простір {\displaystyle X} є об'єднанням скінченної кількості відкритих куль радіуса \epsilon. Еквівалентне формулювання: для кожного {\displaystyle \epsilon >0} в просторі {\displaystyle X} існує скінченна {\displaystyle \epsilon }-сітка, тобто скінченна множина {\displaystyle A}, така що кожна точка множини X знаходиться від деякої точки множини {\displaystyle A} на відстані, меншій {\displaystyle \epsilon }.
2. Для всіх {\displaystyle \epsilon >0}, простір {\displaystyle X} є об'єднанням скінченної кількості множин діаметра не більшого {\displaystyle \epsilon };
3. Кожна послідовність в {\displaystyle X} містить фундаментальну підпослідовність.

#### Доведення еквівалентності означень
- 1. ⇒ 2. : кожна відкрита куля радіуса {\displaystyle \epsilon /2} має діаметр {\displaystyle \epsilon }.
- 2. ⇒ 3. : Нехай послідовність {\displaystyle x} у просторі {\displaystyle X} задовольняє умову 2. {\displaystyle X} є об'єднанням скінченної кількості множин діаметра {\displaystyle 2^{0}=1}. Одна з цих множин ( позначимо її {\displaystyle E_{0}}) містить нескінченну кількість членів послідовності {\displaystyle x}, тобто підпослідовність {\displaystyle (x_{\varphi (0,n)})}. Подібним чином {\displaystyle E_{0}} є об'єднанням скінченної кількості множин діаметра {\displaystyle 2^{-1}} і одна з них, {\displaystyle E_{1}}, містить нескінченну підпослідовність {\displaystyle (x_{\varphi (1,n)})} послідовності {\displaystyle (x_{\varphi (0,n)})}. Продовжуючи цей процес можна побудувати спадну послідовність множин {\displaystyle E_{k}} діаметра {\displaystyle 2^{-k}}, кожна з яких містить підпослідовність {\displaystyle (x_{\varphi (k,n)})} попередньої підпослідовності {\displaystyle (x_{\varphi (k-1,n)})}. Тоді діагональна підпослідовність {\displaystyle (x_{\varphi (k-1,n)})} буде фундаментальною.
- 3. ⇒ 1. : Припустимо, що для деякого {\displaystyle \epsilon >0}, простір {\displaystyle X} не є рівний об'єднанню куль радіуса {\displaystyle \epsilon }. Тоді можна рекурентно отримати послідовність {\displaystyle x_{n}}, для якої {\displaystyle \forall n\in \mathbb {N} ,~x_{n}\notin \cup _{k<n}B\left(x_{k},\varepsilon \right).} Для цієї послідовності {\displaystyle \forall \left(i,j\right)\in \mathbb {N} ^{2},i\neq j\Rightarrow d\left(x_{i},x_{j}\right)\geq \varepsilon } і звідси очевидно, що у {\displaystyle x_{n}} немає жодної фундаментальної підпослідовності.

### Властивості
- Із третього означення цілком обмежених просторів випливає, що метричний простір є цілком обмеженим тоді і тільки тоді коли його поповнення є компактним. Зокрема метричний простір є компактним тоді і тільки тоді коли він є цілком обмеженим і повним.
- Метричний простір є цілком обмеженим тоді і тільки тоді коли він є підпростором метричного компактного простору.
- Як топологічні простори метричні цілком обмежені простори є регулярними просторами зі зліченною базою. Навпаки всі такі простори є метризовними цілком обмеженими.
- Підпростір евклідового простору є цілком обмеженим простором в тому і тільки в тому випадку, якщо він є обмеженим.
- Нескінченна множина, в якій відстань між будь-якими двома різними точками дорівнює 1, а також сфера і куля в нескінченновимірному гільбертовому просторі є обмеженими, але не цілком обмеженими метричними просторами.
- Образ метричного цілком обмеженого простору при рівномірно неперервному відображенні є цілком обмеженим.

## Рівномірні простори
Цілком обмежений простір — рівномірний простір {\displaystyle X}, такий що для будь-якого оточення {\displaystyle U} існує покриття {\displaystyle X} множинами {\displaystyle A_{1},\ldots ,A_{n}} такими що {\displaystyle A_{i}\times A_{i}\subset U}. 
Для часткового випадку коли простір є комутативною топологічною групою (зокрема топологічним векторним простором) альтернативно можна дати означення, що група є цілком обмеженою, якщо для кожного окола одиничного елемента група є рівною об'єднанню скінченної кількості перенесень цього околу. Для некомутативних груп можна дати означення лівої і правої цілком обмежених груп.
Рівномірний простір є компактним тоді і тільки тоді, коли кожна узагальнена послідовність в {\displaystyle X} має фундаментальну підпослідовність. Тому для того щоб {\displaystyle X} був цілком обмеженим простором, достатньо, щоб деяке поповнення простору {\displaystyle X} було компактним, і необхідно, щоб кожне поповнення його було компактним.
Добуток рівномірних цілком обмежених просторів є цілком обмеженим простором.